# Allenay
Allenay è un comune francese di 247 abitanti situato nel dipartimento della Somme, nella regione dell'Alta Francia.

## Società

### Evoluzione demografica
Abitanti censiti